# Distretto rurale di Frome

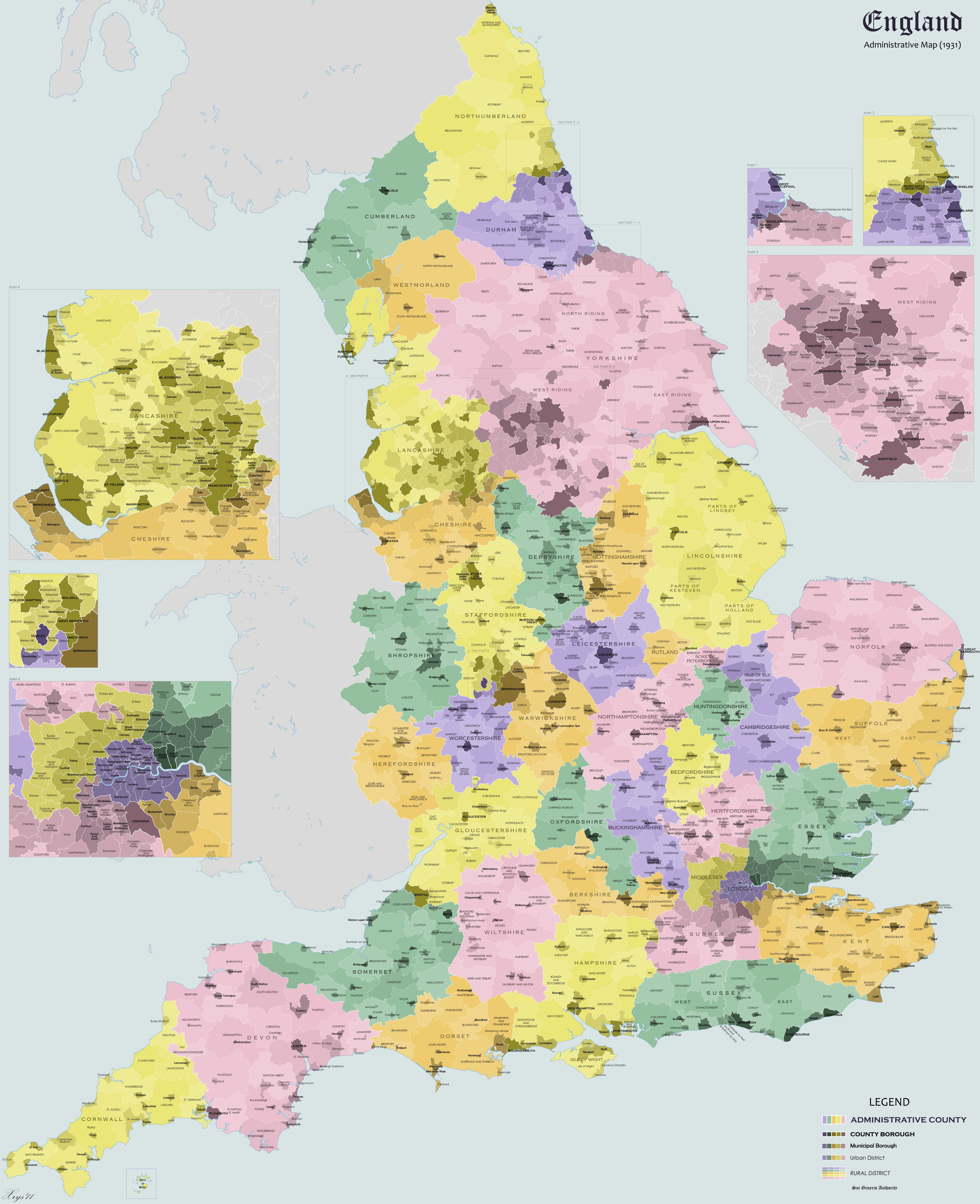
Mappa amministrativa dell'Inghilterra del 1931

Il distretto rurale di Frome era un distretto rurale a Somerset, in Inghilterra, dal 1894 al 1974.
È stato creato nel 1894 in base al Local Government Act 1894.
Nel 1974 fu abolito sotto il Local Government Act 1972 quando divenne parte di Mendip.
Le parrocchie che facevano parte del distretto comprendevano Beckington, Berkley, Buckland Dinham, Coleford, Frome, Great Elm, Hemington, Kilmersdon, Leigh on Mendip, Lullington, Mells, Norton St Philip, Nunney, Rode, Selwood, Tellisford, Trudoxhill, Upton Noble, Wanstrow, Whatley e Witham Friary.